# أيدن نبي
أيدن نبي (بالفارسية: ایدن نبی) (1942-)، هي باحثة وكاتبة ومؤرخة أمريكية من أصل آشوري. ولدت في قرية غولباشان قرب مدينة أورميا بإيران وهاجرت في صغرها إلى الولايات المتحدة. درست في جامعة تمبل في فيلادلفيا وجامعة كولومبيا قبل أن تلتحق بفرق السلام في أفغانستان.
لها العديد من الكتب ولطروحات حول تاريخ آسيا الوسطى والشرق الأدنى كما شاركت في كتابة جزء من موسوعة إيرانيكا. لديها كذلك نشاطات في شئون حقوق الآشوريين.
وهي متزوجة من ريتشارد فراي ولهما ولدين.